# Un'anima che brucia
Un'anima che brucia è un romanzo dello scrittore irlandese John Connolly.
 Originariamente pubblicato nel Regno Unito nel 2011, è il decimo romanzo del ciclo dedicato alle avventure dell'investigatore Charlie Parker, detto Bird.

Nell'ambito del ciclo, il romanzo ad esso precedente è I tre demoni, quello seguente è La rabbia degli angeli.

## Titolo
Il titolo italiano del romanzo traduce fedelmente l'originale inglese. Fa riferimento ad una riflessione di Charlie Parker, contenuta nell'epilogo della narrazione: pensando agli spiriti inquieti di coloro che hanno subito ingiustizie e violenza (ma pensando in parte anche a sé stesso), il detective afferma che un'anima è capace di bruciare, ovvero di abbandonarsi alle passioni più estreme come l'ira, l'odio e il desiderio di vendetta, ma può ugualmente evitare di ridursi in cenere, ovvero di autodistruggersi, se riesce a far nascere in sé la speranza.

## Incipit
((traduzione di Federico Lopiparo)

## Trama
Nella tranquilla cittadina di Pastor's Bay, nel Maine, è scomparsa una ragazzina di nome Anna Kore, per la quale non viene avanzata nessuna richiesta di riscatto. La piccola comunità è profondamente turbata dall'accaduto: la madre Valerie, che ha cresciuto la figlia praticamente da sola, rifiuta di pensare al peggio ma le forze dell'ordine, che non hanno tracce da seguire e vedono inesorabilmente passare il tempo ritenuto utile per ritrovare vive le persone scomparse, sono ben più pessimiste.
 Charlie Parker viene indirettamente coinvolto nel caso quando l'avvocatessa Aimee Price lo mette in contatto con uno sgradito cliente: Randall Haight. L'uomo abita a Pastor's Bay e chiede l'aiuto di Price e di Parker perché a causa del suo passato teme di essere coinvolto nella scomparsa di Anna Kore. Quando aveva quattordici anni Haight, assieme all'amico e coetaneo Lonnie Midas, si era infatti reso responsabile di aggressione, stupro e omicidio ai danni di una ragazzina di colore di nome Selina Day. I due ragazzi erano stati arrestati quasi subito: processati come adulti, erano stati riconosciuti colpevoli e condannati; dopo quasi vent'anni erano stati rilasciati dal carcere e grazie all'intervento di un giudice favorevole alla loro riabilitazione avevano iniziato, separatamente, una nuova vita, sotto nuove e sconosciute identità.
 Di recente Haight ha ricevuto strane lettere, foto e materiale compromettente da una fonte anonima, evidentemente a conoscenza del suo imbarazzante passato: lo scopo della persecuzione non sembra essere il ricatto, ma piuttosto la volontà di mettere a rischio la tranquilla esistenza da contabile che Randall Haight si è ricostruito a Pastor's Bay, o forse l'intenzione di creare false piste. In ogni caso, se le autorità venissero informate Randall Haight, che si dichiara assolutamente estraneo ai fatti, diventerebbe il principale sospettato per il rapimento di Anna Kore. 
Parker non è particolarmente incline a provare simpatia o comprensione per Haight, ma accetta ugualmente di lavorare per lui: spera infatti che individuare il molestatore di Haight possa aiutarlo a ritrovare le tracce della ragazzina scomparsa.
 Già difficile in partenza, il caso non tarda a complicarsi ulteriormente quando si scopre che lo zio materno della piccola Anna è Tommy Morris, un mafioso di Boston giunto ai ferri corti con la sua stessa organizzazione: nasce il sospetto che Anna non sia rimasta vittima di un maniaco, come tutti temono, ma che il suo rapimento sia in realtà un tentativo di ricatto nei confronti dello stesso Tommy Morris. Di conseguenza, accanto alle autorità locali e alla Polizia di Stato arriva a Pastor's Bay anche l'FBI, ma questa concentrazione di forze – ognuna delle quali del resto collabora a malincuore con le altre – per lungo tempo non sembra produrre alcun risultato.
Con il prezioso appoggio di Louis ed Angel anche Parker inizia la sua inchiesta, cercando di ottenere più informazioni di quante sia disposto a condividerne, e gradualmente riesce a scoprire numerosi elementi utili e interessanti. 
La questione riguardante Tommy Morris finisce per essere sostanzialmente risolta tra i boschi, con un cruento scontro a fuoco che coinvolge le due fazioni mafiose, l'FBI e – a margine – anche Louis, Angel e lo stesso Parker; la vera soluzione del caso però ha a che fare con fattori ben più complessi, e in parte imprevisti: alla fine Parker sarà costretto ad una disperata corsa contro il tempo per riuscire ad individuare e a raggiungere il luogo nel quale è stata segregata Anna Kore, prima che avvenga l'irreparabile. Tuttavia ce la farà.

## Personaggi
- Charlie Parker. Sta invecchiando, è ancora triste e ironico; molti dei suoi problemi rimangono insoluti, o almeno sospesi. Nel corso del tempo i suoi atteggiamenti non sono radicalmente cambiati: è meno rabbioso ma possiede ancora una precisa vocazione da lupo solitario: non di rado la sua convinzione di dover agire senza interferenze rischia di compromettere la soluzione dei casi nei quali rimane coinvolto.

- Samantha detta Sam. È la figlia nata dalla relazione di Parker con Rachel Wolfe: fisicamente somiglia abbastanza alla madre, ma nel carattere ricorda alcuni tratti del padre. Parker riesce a vederla meno di quanto vorrebbe, dato che la bambina continua a vivere nel Vermont con la madre, però ha ormai rinunciato a starle lontano, nel tentativo di proteggerla dalle conseguenze del suo stile di vita.

- Aimee Price. Conosce Parker da anni e come avvocatessa lo ha spesso aiutato, benché non sempre ne condivida e ne approvi i metodi. È una donna concreta ma anche sensibile; la sua unica vera debolezza è la passione per i muffins. A livello personale, vive una sorta di eterno fidanzamento con un uomo molto paziente di nome Brennan.

- Louis ed Angel. Come Parker, anche loro stanno invecchiando: rimangono tuttavia i suoi migliori amici ed i suoi più fedeli alleati. Il tempo passa, ma non cede il loro impegno a favore delle cause che ritengono giuste e meritevoli.

- Randall Haight. Il suo vero nome è William Lagenheimer. Apparentemente mite e riservato, è un uomo che nel corso del tempo ha letteralmente perduto tutte le certezze relative alla propria identità.
Crede di aver scontato le colpe commesse, vorrebbe essere lasciato in pace, ma il passato e il rabbioso fantasma della sua antica vittima non sono elementi facili da accantonare.

- Lonnie Midas. Ragazzo scomodo e difficile, all'epoca dell'omicidio di Selina Day venne considerato da quasi tutti come il principale responsabile del progetto delittuoso, capace di trascinare con sé il più debole amico William. Durante le sue indagini Parker ha però modo di sviluppare numerosi dubbi relativi all'effettivo rapporto di dipendenza tra i due ragazzi: dubbi in parte confermati, in parte smentiti. 
Rilasciato dal carcere, Lonnie ha assunto il nome di Daniel Ross.

- Sceriffo Kurt Allan, Detective Gordon Walsh, Agente Speciale Robert Engels. Sono i rappresentanti delle forze coinvolte nelle indagini sul rapimento di Anna Kore: rispettivamente, il Dipartimento di Polizia di Pastor's Bay, la Polizia dello Stato e l'FBI. Accanto all'incarico ufficiale relativo alla soluzione del caso, ciascuno di loro ha qualche secondo fine, più o meno confessabile. Lo sceriffo Allan, in particolare, nasconde parecchi allarmanti problemi riguardanti la sua vita privata.

- Tommy Morris. Alto esponente della mafia di Boston, ha deluso i suoi sostenitori di un tempo e si trova dunque invischiato in una cruenta lotta di potere, alla quale in ogni caso finisce per anteporre gli affetti famigliari, rappresentati dalla sorella Valerie, molto più giovane di lui, e dalla nipote Anna. La scelta fatta gli costerà la vita.

- Martin Dempsey e Frankie Ryan. Sono i fedelissimi di Tommy Morris, gli ultimi rimasti al suo fianco dopo che la declinante fortuna dell'ex capo ha allontanato tutti gli altri. Ryan è giovane, in parte ancora ingenuo e preda di mille scrupoli; Dempsey è invece più maturo ed esperto, più crudele e spietato.
La lotta per la sopravvivenza nella quale sono stati coinvolti rischia di trasformarli da alleati in imprevedibili avversari.

## Cronologia
La vicenda principale narrata nel romanzo si svolge nell'autunno di un anno che dovrebbe essere il 2010: Anna Kore infatti, che all'epoca della sua scomparsa viene più volte definita quattordicenne, risulta nata a fine novembre del 1995.
 Nel romanzo vengono però rievocate anche vicende appartenenti alle epoche precedenti: in particolare, l'omicidio di Selina Day, avvenuto nel Dakota del Nord, risale all'anno 1982.

## Edizioni

### Edizione originale
- John Connolly, The Burning Soul, Hodder & Stoughton, London, 2011 - ISBN 9780340993538

### Edizioni italiane
- John Connolly, Un'anima che brucia, TimeCrime, 2015 – ISBN 9788866881865

### Altre edizioni
- John Connolly, The Burning Soul, Atria Books, New York, 2011 - ISBN 9781439165270
- John Connolly, The Burning Soul (paperback edition), Pocket Books, 2012 - ISBN 9781439165287
- John Connolly, The Burning Soul (paperback edition), Hodder & Stoughton, London, 2012 - ISBN 9780340993552
- John Connolly, The Burning Soul (A Charlie Parker Thriller), Mass Market Paperback, New York, 2012

### Edizioni audio
- John Connolly, The Burning Soul. A Charlie Parker Mistery., (Audiobook). Formato: CD; versione integrale, durata: 12 h. e 52'. Lingua: inglese; lettore George Guidall, Tony Wood, Simon & Schuster Audio, New York, 2012
- John Connolly, The Burning Soul, Audio Edition, Hodder & Stoughton, London, 2012

### Edizioni multimediali
- John Connolly, The Burning Soul. A Charlie Parker Thriller. Formato: Kindle Edition. Atria Books, New York, 2011
- John Connolly, Un'anima che brucia, formato Kindle, TimeCrime, 2015
- John Connolly, Un'anima che brucia, formato e-book, TimeCrime, 2015 – ISBN 9788866882367